# Connacht
Connacht är den västra provinsen i Irland. De största orterna är Galway i söder och Sligo i norr. Hela befolkningen utgjordes 2006 av 503 083 personer, vilket gör provinsen till den minsta i republiken. På engelska kallas provinsen även Connaught.
I västra Mayo och västra Galway är iriska ett vanligt förekommande språk. Det område där iriskan har flest talare är Connemara.
Connachts högsta punkt är Mweelrea (814 meter över havet) och dess största ö är Achill, som också är Irlands största. 